# Ayana Voss
Ayana Voss (Bussum, 7 mei 2007), bekend onder de artiestennaam Ayana, is een Nederlandse zangeres.

## Biografie
Voss heeft een vader met een Britse achtergrond en haar moeder komt uit Japan. Hierdoor spreekt ze behalve Nederlands ook Engels en Japans.
Ze nam deel aan de edities 37 t/m 40 van Kinderen voor Kinderen, waar ze in zes liedjes een solopartij had. Bij de veertigste jubileumeditie maakte ze geen deel meer uit van het koor, maar deed ze nog wel mee als begeleidster en zong een solo in het jubileumlied Al 40 jaar! Daarnaast was ze te zien in diverse clips van het programma.
Op 25 september 2021 won Voss het Nederlandse Junior Songfestival met het liedje "Mata sugu aō ne" (またすぐ会おうね; Tot ziens). Het Nederlandstalige liedje kent ook Engelse en Japanse tekstfragmenten. Hiermee werd ze verkozen als Nederlandse vertegenwoordiger voor het Junior Eurovisiesongfestival 2021 in Parijs op 19 december. Daar eindigde ze op de negentiende en laatste plaats met 43 punten.
In april 2022 bracht ze in samenwerking met het Junior Songfestival haar tweede single ‘Feel so Good’ uit.
Daarnaast speelde ze in 2022 mee in het vierde seizoen van de Zapp-serie De Eindmusical. Daarin speelt ze het personage Bo.
2003: Roel ·
2004: Klaartje & Nicky ·
2005: Tess ·
2006: Kimberly ·
2007: Lisa, Amy & Shelley ·
2008: Marissa ·
2009: Ralf ·
2010: Anna & Senna ·
2011: Rachel ·
2012: Femke ·
2013: Mylène & Rosanne ·
2014: Julia ·
2015: Shalisa ·
2016: Kisses ·
2017: FOURCE ·
2018: Max & Anne ·
2019: Matheu ·
2020: UNITY ·
2021: Ayana ·
2022: Luna Sabella ·
2023: Sep & Jasmijn ·
2024: Stay Tuned